# Joséphine Duc-Teppex
Marie-Joséphine Teppex (née à Aoste le 27 décembre 1855 et décédée dans la même ville le  5 mai 1947) est une journaliste valdôtaine.

## Biographie
Née à Aoste le 27 décembre 1855 et issue d’une importante famille d’Aymavilles, Marie-Joséphine Teppex est élevée par les sœurs de Saint-Joseph. Elle figure parmi les femmes les plus actives pour ce qui concerne la littérature valdôtaine de son époque. Sous le pseudonyme d’Edelweiss, elle écrit de nombreuses œuvres de littérature, comme Nouvelles et légendes.
En 1880, à l’âge de 25 ans, elle épouse Édouard Duc, fondateur de l’Almanach et du Mont Blanc, deux journaux qui s’occupaient de l’émancipation et du progrès de la Vallée d’Aoste. Ces thèmes touchent Joséphine Duc-Teppex de près et représentent l'une des raisons à la base de son engagement politique. 
Après sa conversion à l'évangélisme, elle a de forts contrastes avec l’Église, en particulier avec l’évêque d’Aoste Joseph-Auguste Duc.
Elle s'exprime également en faveur de l'émancipation des femmes, notamment pour ce qui concerne l'éducation sexuelle et le contrôle des naissances, dans des articles tels que Maternité et misère, paru le 2 septembre 1904 dans le Mont Blanc.
Son autobiographie est insérée dans le Dictionnaire biographique des écrivains et des auteurs.
Le 5 mai 1947, elle meurt âgée de 91 ans.